# Ville-sur-Lumes
Ville-sur-Lumes és un municipi francès situat al departament de les Ardenes i a la regió del Gran Est. L'any 2007 tenia 457 habitants.

## Demografia

### Població
El 2007 la població de fet de Ville-sur-Lumes era de 457 persones. Hi havia 176 famílies de les quals 40 eren unipersonals (12 homes vivint sols i 28 dones vivint soles), 36 parelles sense fills, 76 parelles amb fills i 24 famílies monoparentals amb fills.
La població ha evolucionat segons el següent gràfic:
Habitants censats

### Habitatges
El 2007 hi havia 185 habitatges, 177 eren l'habitatge principal de la família, 6 eren segones residències i 2 estaven desocupats. 181 eren cases i 4 eren apartaments. Dels 177 habitatges principals, 137 estaven ocupats pels seus propietaris, 34 estaven llogats i ocupats pels llogaters i 6 estaven cedits a títol gratuït; 3 tenien dues cambres, 21 en tenien tres, 60 en tenien quatre i 93 en tenien cinc o més. 156 habitatges disposaven pel capbaix d'una plaça de pàrquing. A 66 habitatges hi havia un automòbil i a 94 n'hi havia dos o més.

### Piràmide de població
La piràmide de població per edats i sexe el 2009 era:
| Homes | Edats   | Dones |
| ----- | ------- | ----- |
| 0     | 95 o +  | 0     |
| 0     | 90 a 94 | 0     |
| 0     | 85 a 89 | 8     |
| 4     | 80 a 84 | 12    |
| 0     | 75 a 79 | 0     |
| 8     | 70 a 74 | 12    |
| 8     | 65 a 69 | 16    |
| 16    | 60 a 64 | 4     |
| 4     | 55 a 59 | 16    |
| 20    | 50 a 54 | 8     |
| 12    | 45 a 49 | 20    |
| 12    | 40 a 44 | 16    |
| 8     | 35 a 39 | 8     |
| 24    | 30 a 34 | 24    |
| 16    | 25 a 29 | 4     |
| 8     | 20 a 24 | 8     |
| 4     | 15 a 19 | 0     |
| 12    | 10 a 14 | 8     |
| 12    | 5 a 9   | 12    |
| 4     | 0 a 4   | 12    |

## Economia
El 2007 la població en edat de treballar era de 295 persones, 217 eren actives i 78 eren inactives. De les 217 persones actives 197 estaven ocupades (109 homes i 88 dones) i 20 estaven aturades (6 homes i 14 dones). De les 78 persones inactives 34 estaven jubilades, 27 estaven estudiant i 17 estaven classificades com a «altres inactius».

### Ingressos
El 2009 a Ville-sur-Lumes hi havia 183 unitats fiscals que integraven 503,5 persones, la mediana anual d'ingressos fiscals per persona era de 19.667 €.

### Activitats econòmiques
Dels 13 establiments que hi havia el 2007, 1 era d'una empresa extractiva, 1 d'una empresa de fabricació d'altres productes industrials, 5 d'empreses de construcció, 1 d'una empresa de comerç i reparació d'automòbils, 1 d'una empresa de transport, 1 d'una empresa de serveis, 1 d'una entitat de l'administració pública i 2 d'empreses classificades com a «altres activitats de serveis».
Dels 5 establiments de servei als particulars que hi havia el 2009, 1 era un guixaire pintor, 2 fusteries, 1 lampisteria i 1 perruqueria.
L'any 2000 a Ville-sur-Lumes hi havia 3 explotacions agrícoles.

## Equipaments sanitaris i escolars
El 2009 hi havia una escola maternal integrada dins d'un grup escolar amb les comunes properes formant una escola dispersa.

## Poblacions més properes
El següent diagrama mostra les poblacions més properes.